# Strašnická (métro de Prague)
Strašnická est une station de métro à Prague, en Tchéquie. Située sur la ligne A du métro de Prague entre Želivského et Skalka, elle est ouverte depuis le 11 juillet 1987.